# Adalbert Steiner
Adalbert Steiner (n. 24 ianuarie 1907 – d. 12 octombrie 1994) a fost un fotbalist român, care a jucat pentru echipa națională de fotbal a României la Campionatul Mondial de Fotbal din 1930 (Uruguay). În România, Adalbert Steiner a jucat la echipa Chinezul Timișoara.